# Kisalföld
Kisalföld eller Lilla ungerska slättlandet är en slätt i gränslandet mellan Ungern, Österrike och Slovakien. Den utgör en del av det Pannoniska bäckenet och skiljs från Stora ungerska slättlandet (Alföld) av Ungerska mellanbergen (Transdanubiska bergen). 